# Magnus Simonsson (politiker)
Anders Magnus Simonsson, född 20 maj 1976 i Lysekil, är en svensk liberal politiker. Sedan september 2011 är han generalsekreterare hos Republikanska föreningen.

## Biografi
Magnus Simonsson växte upp i Grundsund i Lysekils kommun. Han engagerade sig politiskt under valrörelsen 1994 och grundade en klubb inom Liberala ungdomsförbundet (LUF] i Lysekil, vars ordförande han var 1994–1996. Han var distriktsstyrelseledamot i LUF Västsverige 1996–1998, distriktsordförande i LUF Västsverige 1998–1999, förbundsstyrelseledamot i LUF 1999–2000 och 2002–2003, förbundssekreterare i LUF 2000–2002, ombudsman för Folkpartiet liberalerna i Göteborg 2003–2006 samt verksamhetsombudsman för Folkpartiet liberalerna i Västmanlands län och politisk sekreterare för Folkpartiet liberalerna inom Landstinget i Västmanland 2007–2010. Han arbetade mellan oktober 2010 och september 2011 som pressekreterare hos EU- och demokratiminister Birgitta Ohlsson (L). Han var 1997 med om att grunda Republikanska föreningen, vars första ordförande han var fram till 2001. Sedan 1 september 2011 är Magnus Simonsson anställd som föreningens generalsekreterare.